# Altındağ
Altındağ är ett distrikt i Ankaraprovinsen i Turkiet. Dess yta är 123 km² och dess befolkning är 413 994 (2022). Den täcker den nordöstra delen av staden Ankara. Den ligger på cirka 900 meter över havet. Det finns 26 stadsdelar i Altındağ-distriktet.

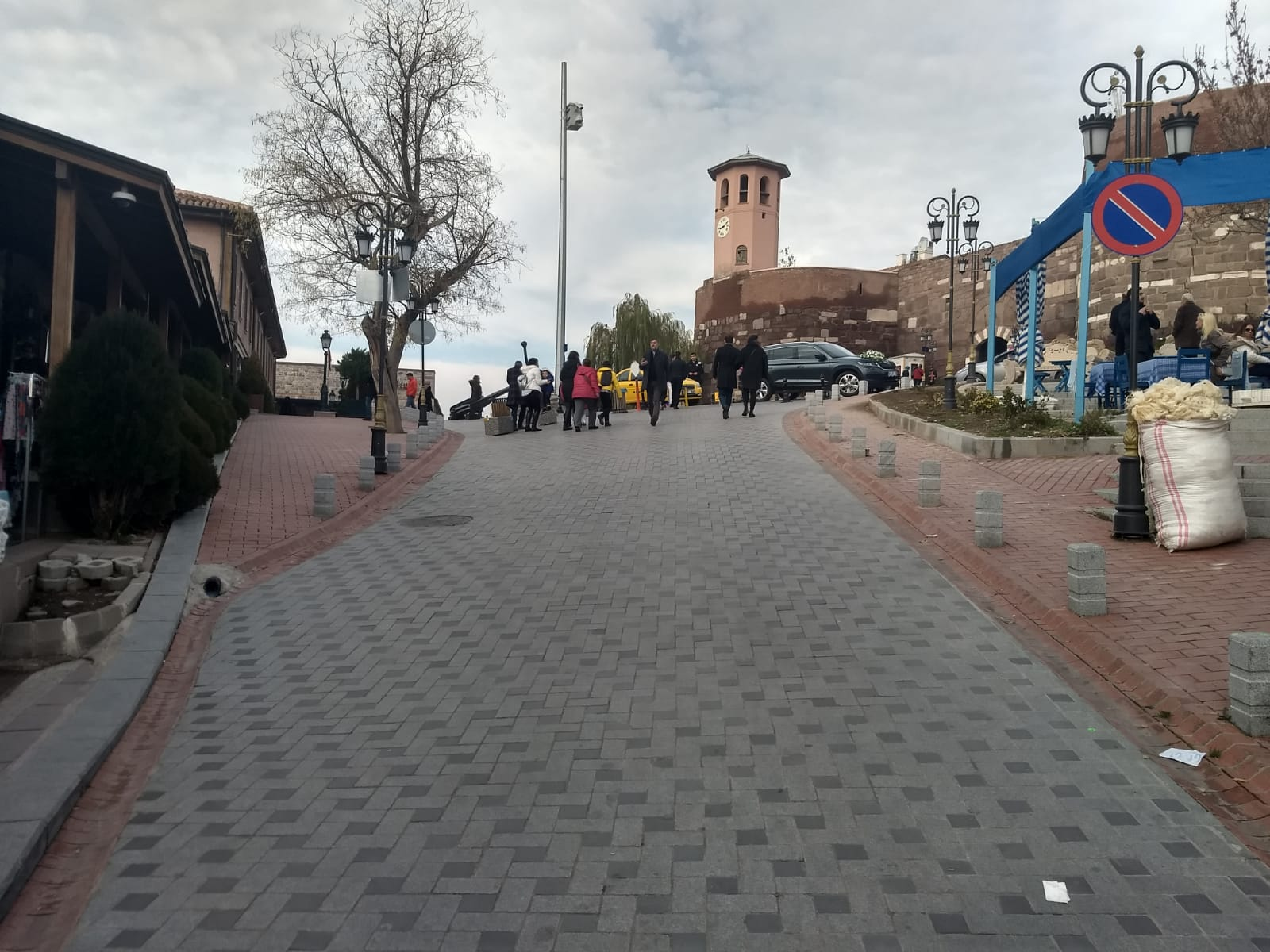
Gata i Altındağ